# Kliplev
Kliplev (tysk: Klipleff) er en lille stationsby i Aabenraa Kommune i Sønderjylland med 1.238 indbyggere  (2025). Navnet kommer af det olddanske navn Klippi, mens -lev betyder "arvegods". Kliplev er kendt for det gamle og traditionsrige Kliplev Marked, der kan føres tilbage til tiden før Reformationen.
1 km vest for byens midte findes Sønderjyske Motorvejs afkørsel 73 og Sønderborgmotorvejen passerer forbi lige nord for byen.
Sekundærrute 481 passerer gennem bymidten.
Byen har station på Sønderborgbanen mellem Tinglev og Sønderborg.
I byens midte på en høj bakke ligger Kliplev Kirke, som er opført i gotisk stil i år 1450, men uden tårn. I den nordøstlige ende af byen findes Kliplev Hallen, hvor Kliplevs fodboldhold holder til, LIF (Lundtoft Idrætsforening). Lige syd for hallen findes Kliplev Skole.
1 km vest for byen findes Søgård Skov, der ligger ud til Store Søgård Sø og Søgårdlejren.
Vandreruten Hærvejen og cykelruten Hærvejsruten passerer begge gennem bymidten.
Fra byen er der ca. 11 kilometer til Tinglev, ca. 15 kilometer til Aabenraa, 15 kilometer til Padborg og 28 kilometer til Sønderborg.
- Kliplev Kirkegård
- Egnsmuseet Straagaards Smedje
- Kliplevhallen